# Azumapecten
Azumapecten — род двустворчатых моллюсков из семейства морских гребешков. Донные животные. Встречаются в северо-западной части Тихого и западной части Индийского океанов. Длина раковины от 9 (Azumapecten ruschenbergerii) до 10 (Azumapecten farreri) см. Безвредны для человека, их охранный статус не определён. Azumapecten farreri является объектом коммерческого промысла.

## Виды
- Azumapecten farreri (Jones & Preston, 1904)
- Azumapecten ruschenbergerii (Tryon, 1869)